# Avenue 5 (série télévisée)
Avenue 5 est une série télévisée américaine de science-fiction humoristique en 17 épisodes de 28 minutes créée par Armando Iannucci et diffusée entre le 19 janvier 2020 et le 28 novembre 2022 sur HBO et HBO Canada.
Elle met en vedette Hugh Laurie et Josh Gad dans les rôles principaux de capitaine et propriétaire d'un bateau de croisière fictif interplanétaire Avenue 5.
Cette série est diffusée en France sur OCS, et au Québec depuis le 27 janvier 2020 à Super Écran.

## Synopsis
À la fin du XXIe siècle, le tourisme spatial n’est plus un fantasme mais une réalité qui rapporte des milliards de dollars. Fleuron de cette industrie, le paquebot spatial Avenue 5 embarque pour Saturne, emmené par le capitaine Clark. Mais cette traversée du système solaire ne sera pas de tout repos, et les nerfs de l’équipage vont être soumis à rude épreuve.

## Distribution

### Personnages principaux
- Hugh Laurie (VF : Féodor Atkine) : Ryan Clark, le capitaine de l'Avenue 5
- Josh Gad (VF : Christophe Lemoine) : Herman Judd, milliardaire propriétaire de l'Avenue 5
- Zach Woods (VF : Benjamin Pascal) : Matt Spencer, responsable des relations clients pour Avenue 5
- Rebecca Front (VF : Sylvie Genty) : Karen Kelly, une passagère à bord de l'Avenue 5
- Suzy Nakamura (VF : Juliette Degenne) : Iris Kimura, propriétaire associée de l'Avenue 5
- Lenora Crichlow (VF : Annie Milon) : Billie McEvoy, deuxième ingénieur sur l'Avenue 5
- Nikki Amuka-Bird (VF : Chantal Baroin) : Rav Mulcair, chef du contrôle de mission pour l'Avenue 5
- Ethan Phillips (VF : Jean-Pol Brissart) : Spike Martin, un ancien astronaute devenu alcoolique et dragueur lourd sur l'Avenue 5

### Personnages récurrents
- Himesh Patel (VF : Pascal Nowak) : Jordan Hatwal, un comédien de stand-up qui prend une résidence de huit semaines sur l'Avenue 5
- Jessica St. Clair (VF : Christèle Billault) : Mia, une passagère et la femme de Doug
- Kyle Bornheimer (VF : Didier Cherbuy) : Doug, passager et mari de Mia
- Andy Buckley (VF : Stéphane Roux) : Frank, un passager et le mari de Karen
- Matthew Beard (VF : Alexis Gilot) : d'Alan Lewis, l'assistant de Rav sur Terre
- Daisy May Cooper (en) (VF : Daria Levannier) : Sarah, équipage de passerelle
- Adam Pålsson (VF : Fabian Wolfrom) : Mads, équipage de passerelle
- Julie Dray (VF : elle-même) : Nadia, équipage de passerelle
- Neil Casey (en) (VF : Thierry Ragueneau) : Cyrus, ingénieur
- Priyanga Burford (en) (VF : Dorothée Pousséo) : Lori Hernandez

 Source et légende : version française (VF) sur RS Doublage

## Production
Le 25 septembre 2017, il a été annoncé que HBO avait donné une commande pilote à une nouvelle série humoristique créée par Armando Iannucci, qui devait également servir d'écrivain et de producteur exécutif. Outre la commande pilote, la chaîne aurait également commandé des scripts de sauvegarde. En avril 2019, un ramassage en série a été commandé par HBO.
Le 13 février 2020, la série a été renouvelée pour une deuxième saison.
La série est annulée le 10 février 2023.

## Épisodes

### Première saison (2020)
1. J'ai volé (I Was Flying)
2. Il partira en flèche (And Then He's Gonna Shoot Off…)
3. Je suis un mannequin de main (I'm a Hand Model)
4. Alors c'était qui sur l'échelle ? (Wait a Minute, Then Who Was That on the Ladder?)
5. Il n'est là que pour empêcher son squelette de s'écrouler (He's Only There to Stop His Skeleton from Falling Over)
6. À cause de vos oreilles ? (Was It Your Ears?)
7. Vous êtes une araignée, Matt ? (Are You a Spider, Matt?)
8. Ça me fait mal physiquement (This is Physically Hurting Me)
9. Huit bras mais zéro main (Eight Arms But No Hands)

### Deuxième saison (2022)
Note : Pour les informations de renouvellement voir la section Production.
Cette saison de huit épisodes est diffusée depuis le 10 octobre 2022.
1. Personne ne veut de dispute sur la réalité (No One Wants an Argument about Reality)
2. Quelle joie inattendue en cette saison (What an Unseasonal Delight)
3. C'est un bon point ou un mauvais point ? (Is It a Good Dot?)
4. Finir en plateau-repas (How It Ends: As a Starter and a Main)
5. Jouons avec le feu (Let's Play with Matches)
6. Une énergie enivrante (Intoxicating Clarity)
7. J'adore juger les gens (I Love Judging People)
8. C'est pourquoi ils l'appellent un missile (That's Why They Call It a Missile)

## Réception
Sur Rotten Tomatoes, la première saison a un taux d'approbation de 65 % basé sur 46 avis, avec une note moyenne de 6,31 / 10. Les états de consensus critiques de site Web, « Si le voyage inaugural d'Avenue 5 n'est pas aussi réussi que ses influences créatrices directes, il n'en reste pas moins un hilarant résultat dans cette nouvelle - et irrésistiblement caustique - direction dans la carrière de son créateur Armando Iannucci. » Sur Metacritic, il a un score moyen pondéré de 64 sur 100, basé sur 27 critiques, indiquant « des critiques généralement favorables ».